# Bill and Peter’s Bogus Journey
Bill and Peter’s Bogus Journey («Удивительное приключение Билла и Питера») — тринадцатая серия пятого сезона мультсериала «Гриффины». Премьерный показ состоялся 11 марта 2007 года на канале FOX.

## Сюжет
После того, как на него в аквариуме нападает осьминог, Питер решает привести в порядок свою физическую форму. Позанимавшись в спортзале пятнадцать минут, Питер уверен, что теперь он — силач. Именно поэтому он пробует приподнять машину Билла Клинтона, у которой прокололась шина прямо перед домом Гриффинов, зарабатывает грыжу и попадает в больницу. Там Питера посещают невесёлые думы о кризисе среднего возраста, но Билл обнадёживает его. После выписки тот пытается показать Питеру мир заново, но всё кончается плачевно после того, как они начинают курить марихуану.
Тем временем Лоис разъярена тем, что Брайан нагадил на лужайке, а она вступила в кучу, поэтому она решает начать приучение Брайана «к горшку». Тот со Стьюи хотят этому научиться и покупают соответствующее видеопособие, следуя которому, они лишь травмируют себя. Лоис настаивает, чтобы Брайан носил подгузники.
Лоис уверена, что Билл оказывает плохое влияние на Питера, и она приходит поговорить с Клинтоном об этом, но дело заканчивается постелью. Заставший это Питер решает уйти от Лоис и поселяется у Куагмира. Лоис пристыжена сама своим поступком, и предлагает восстановить Питеру отношения после того, как тот переспит с кем-нибудь, чтобы они были квиты. Питер, сам не уверенный в происходящем, выбирает мать Лоис — Барбару Пьютершмидт. Та, как ни странно, совсем не отказывается, но в последний момент отказывается Питер, признаваясь Лоис, что любит только её, прощает её, и ни с кем другим спать не хочет.
Отправившись к Биллу Клинтону, чтобы заявить тому о разрыве их дружеских отношений, Питер спит с ним.
Брайан притворяется, что научился пользоваться туалетом, но сам подбрасывает свой кал в дом мэру Адаму Весту, который уверен, что это — сосиски, которые он смог вырастить.

## Создание
Автор сценария: Стив Кэллахан
Режиссёр: Доминик Польчино
Приглашённые знаменитости: Рой Шайдер (камео) и Барклай ДеВю
В целом, эпизод получил довольно негативные отзывы от критиков, в частности «Телевизионный совет родителей» в очередной раз признал новый эпизод «Гриффинов» худшим шоу недели.
Премьеру эпизода посмотрели 7 880 000 зрителей.

## Интересные факты